# Alexander Wiktorowitsch Abt
Alexander Wiktorowitsch Abt (russisch Александр Викторович Абт; * 22. Oktober 1976 in Moskau, Russische SFSR, Sowjetunion) ist ein ehemaliger russischer Eiskunstläufer.

## Leben
Im Alter von sechs Jahren wurde Abt von seiner Großmutter aufs Eis geschickt, um seine Gesundheit zu stärken. Mehrere Verletzungen im Laufe der Jahre beendeten beinahe seine Karriere. 1996 schnitt er sich während eines Schaulaufens in Mexiko mit der Kufe seines Schlittschuhs in den rechten Oberschenkelmuskel, als er mit der Bande kollidierte. 2001 bekam er eine Infektion, infolge derer er nach der Kür bei der Europameisterschaft kollabierte. 2003 musste er bei der Europameisterschaft wegen einer Knöchelverletzung aussetzen. Einer seiner ersten Trainer war Sergej Wolkow, der jedoch einem Krebsleiden erlag. Seit 2002 trainierte Abt mit Alexander Schulin, nachdem Rafael Harutjunjan elf Jahre lang sein Trainer war.
1998 gewann Abt die Bronzemedaille bei der Europameisterschaft, 2002 wurde er Vize-Europameister. Von 2000 bis 2002 nahm Abt an Weltmeisterschaften teil. Sein bestes Ergebnis war der vierte Platz 2002. Seine einzigen Olympischen Spielen beendete Abt 2002 in Salt Lake City auf dem fünften Platz. 2003 wurde er russischer Meister. Abt hatte während seiner Karriere mit Alexei Jagudin und Jewgeni Pljuschtschenko sehr starke nationale Konkurrenz.
Nach seiner Amateurlaufbahn trat Abt bei verschiedenen Shows in Europa, Russland und Japan auf. 2008 trat er zusammen mit der Schauspielerin Anastassija Makejewa in einer Eisshow des Fernsehsenders Perwy kanal auf. Im selben Jahr spielte er die Rolle eines Eiskunstläufers in der Fernsehserie Scharki ljod (deutsch: „Heißes Eis“), wo dem Zuschauer die Kehrseite dieses Sportes, Liebe und Verrat, geheime Intrigen und wahre Freundschaft, gezeigt wurden. Zusammen mit bekannten Schauspielern wirkten auch die weiteren Eiskunstläufer Alexei Jagudin, Roman Kostomarow, Alexei Tichonow, Povilas Vanagas und Irina Sluzkaja mit.
Im April 1999 heiratete Abt die ehemalige Eistänzerin Jelena Pawlowa. Ihr Sohn wurde im März 2000 geboren. Abt arbeitet zusammen mit seiner Ehefrau als Eiskunstlauftrainer in New Jersey (USA).

## Ergebnisse
| Meisterschaft / Jahr           | 1991  | 1993  | 1994  | 1995  | 1996  | 1997  | 1998  | 1999  | 2000  | 2001  | 2002  | 2003  | 2004  |
| ------------------------------ | ----- | ----- | ----- | ----- | ----- | ----- | ----- | ----- | ----- | ----- | ----- | ----- | ----- |
| Olympische Winterspiele        |       |       |       |       |       |       |       |       |       |       | 5.    |       |       |
| Weltmeisterschaften            |       |       |       |       |       |       |       |       | 6.    | 8.    | 4.    |       |       |
| Europameisterschaften          |       |       |       |       |       |       | 3.    |       | 4.    | 4.    | 2.    | Z     |       |
| Juniorenweltmeisterschaften    | 2.    | 7.    | 8.    |       |       |       |       |       |       |       |       |       |       |
| Russische Meisterschaften      |       |       | 4.    | 4.    | 18.   | 7.    | 4.    |       | 3.    | 3.    | 2.    | 1.    | Z     |
| –                              |       |       |       |       |       |       |       |       |       |       |       |       |       |
| Grand-Prix-Wettbewerb / Saison | 90/91 | 92/93 | 93/94 | 94/95 | 95/96 | 96/97 | 97/98 | 98/99 | 99/00 | 00/01 | 01/02 | 02/03 | 03/04 |
| Grand-Prix-Finale              |       |       |       |       |       |       |       | 5.    | 4.    |       |       | 4.    |       |
| Skate America                  |       |       |       |       | 3.    |       | 3.    |       | 7.    | 5.    | 3.    | 2.    |       |
| Cup of Russia                  |       |       |       |       |       |       |       | 3.    | 2.    |       |       | 3.    | 6.    |
| NHK Trophy                     |       |       |       |       | 8.    |       |       |       |       |       |       |       | 5.    |
| Bofrost Cup on Ice             |       |       |       |       |       |       | 3.    | 2.    |       | 4.    | 4.    | 2.    |       |